# Charlotte Teuber
Charlotte M. Teuber-Weckersdorf (* 1923 in Wien; † 16. Februar 1998) war eine österreichische Politologin und Kunstwissenschaftlerin. Sie war an der Mädchenpfadfinderei in Österreich maßgeblich beteiligt.

## Leben

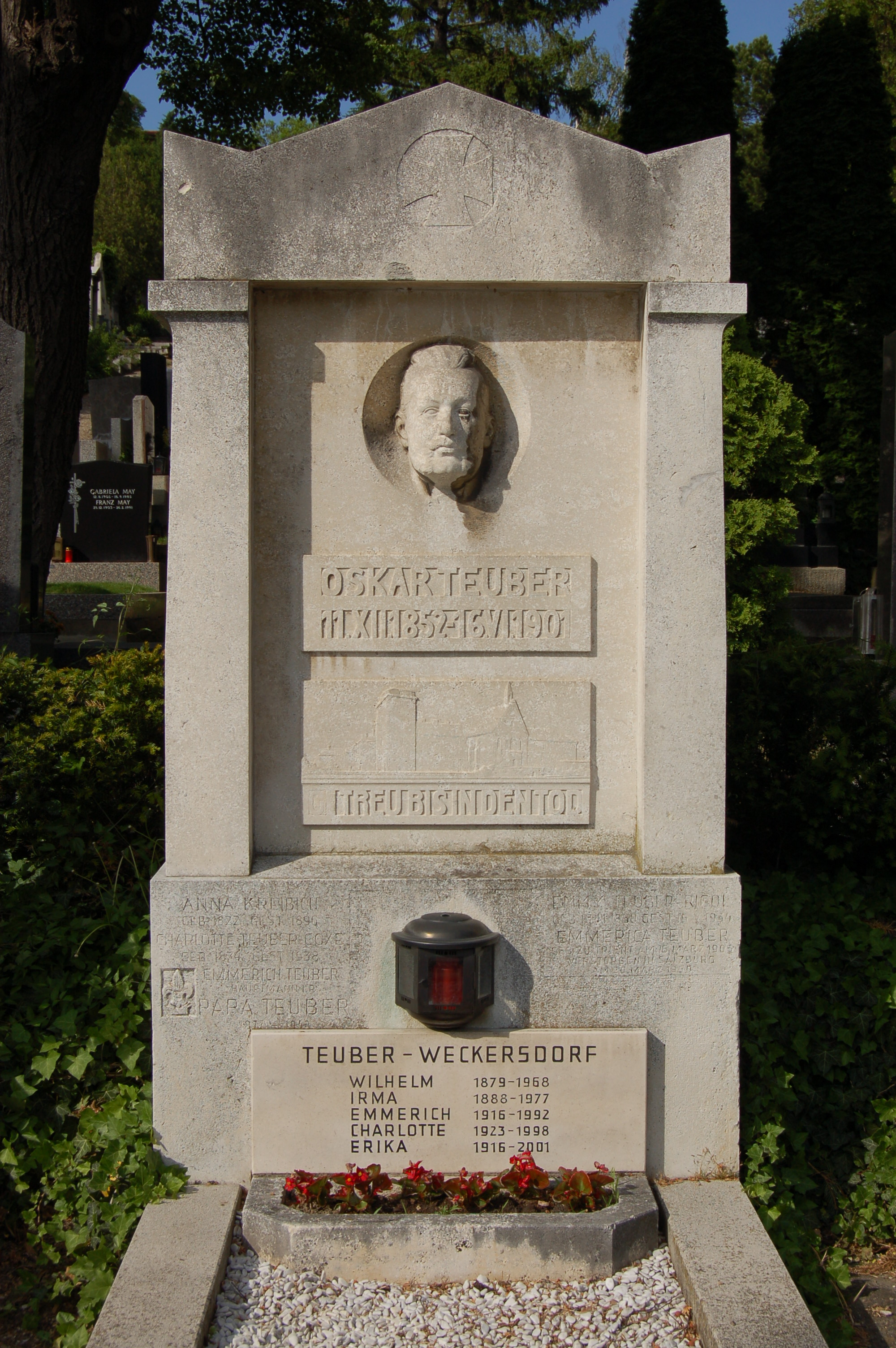
Grabmal der Familie Teuber auf dem Dornbacher Friedhof

Charlotte Teuber entstammte einer katholisch-konservativen, gegen den Nationalsozialismus eingestellten Familie. Ihr Vater, der Offizier Wilhelm Teuber-Weckersdorf, und ihr Onkel Emmerich Teuber waren Pioniere der Pfadfinderbewegung in Österreich. Nach dem „Anschluss Österreichs“ 1938 wurde Charlotte Teuber vom NS-Regime durch Schulausschluss diskriminiert, so dass ihr auch ein Hochschulstudium verwehrt war. Während des Zweiten Weltkriegs arbeitete sie als Schwester beim Roten Kreuz, nach dem Ende des Krieges, 1945, absolvierte sie die speziell für politisch Verfolgte eingeführte Berufsreifeprüfung.
Sie studierte Archäologie und Kunstgeschichte in Innsbruck und wurde 1956 mit einer Dissertation über die Ursprünge des antiken Diptychons promoviert. Anschließend nahm sie ein Studium der Politikwissenschaften an der Harvard University auf. Sie erwarb dort 1960 ein Masters Degree und wurde 1978 unter Stanley Hoffmann mit einer Arbeit zum Thema A pragmatic approach to world politics: the policies of nonalignment promoviert.
Aufgrund guter Arbeitskontakte in Wien, unter anderem zu Bruno Kreisky, folgte sie 1982 der Einladung zu einer unbefristeten Gastprofessur an das Institut für Politikwissenschaft der Universität Wien, wo sie bis zu ihrem Ruhestand als Universitätsprofessorin wirkte. Obwohl ihre letzten Lebensjahre durch gesundheitliche Probleme, nämlich die Folgen einer Malariaerkrankung und ein schweres Krebsleiden, belastet waren, blieb sie bis zuletzt wissenschaftlich und politisch aktiv.
Teuber verband ihre politikwissenschaftliche Arbeit mit einem politischen Engagement, das von ihrem Herkunftsmilieu und den Erfahrungen der NS-Zeit, aber auch durch den amerikanischen Liberalismus geprägt war. Ihre Kritik an der Palästinapolitik Israels ging einher mit strikter Ablehnung des Antisemitismus, in der Waldheim-Affäre nahm sie gegen das Verdrängen und Vergessen in der österreichischen Gesellschaft Stellung, im Kampf gegen Fremdenfeindlichkeit gehörte sie zu den Initiatoren der „Plattform gegen Fremdenhass“. Als Universitätslehrerin zeichnete sie sich durch ein besonderes persönliches Engagement für die Belange ihrer Studenten, insbesondere Studenten aus Ländern der Dritten Welt, aus.
1985 nahm Teuber an einem Treffen der Führung des ugandischen National Resistance Movement (NRM) im Unterolberndorfer Dorfwirtshaus „Zum grünen Jäger“ teil. Man kam zu einer konspirativen Sitzung und dem Ausarbeiten eines politischen Programmes für das befreite Uganda zusammen. Ziel war der Sturz des damals amtierenden Präsidenten Milton Obote, der Ende Juni 1985 von Armeechef Tito Okello gestürzt wurde. Der NRM liegt das „Unterolberndorfer Manifesto“, auf der die heutige Verfassung von Uganda beruht, zugrunde.

## Pfadfindertätigkeit
Ihr Vater Wilhelm Teuber-Weckersdorf arbeitete als Lehrer an einer Militär-Erziehungsanstalt als erster in Österreich mit der Pfadfindermethode von Robert Baden-Powell. Der Onkel Emmerich Teuber leitete einen der ersten Pfadfindertrupps in Wien-Erdberg. Nach dem Zweiten Weltkrieg gründete ihr Vater gemeinsam mit Alexej Stachowitsch die Österreichischen Pfadfinder in Salzburg.
Charlotte Teuber-Weckersdorf hat die Geschichte der Pfadfinderinnen in Österreich maßgeblich mitgestaltet. Nach 1945 leitete sie die Wiedererstehung der Mädchenpfadfinder in Salzburg, dann in ganz Österreich. Im August 1946 veranstaltete sie den ersten Führerinnen-Kurs und im April 1949 wurde sie Österreichs Ausbildungs-Chefin und Internationaler Kommissar. Von 1951 bis 1957 war sie Verbandsführerin der Österreichischen Pfadfinderinnen. Bei der Weltkonferenz anlässlich des 7. Weltjamborees 1951 in Bad Ischl traf sie in Salzburg mit Olave Baden-Powell zusammen. Nach dem Ungarischen Volksaufstand 1956 organisierte sie die Hilfstätigkeit der Pfadfinderinnen im Flüchtlingslager Traiskirchen.